# Торгівля видами дикої фауни і флори

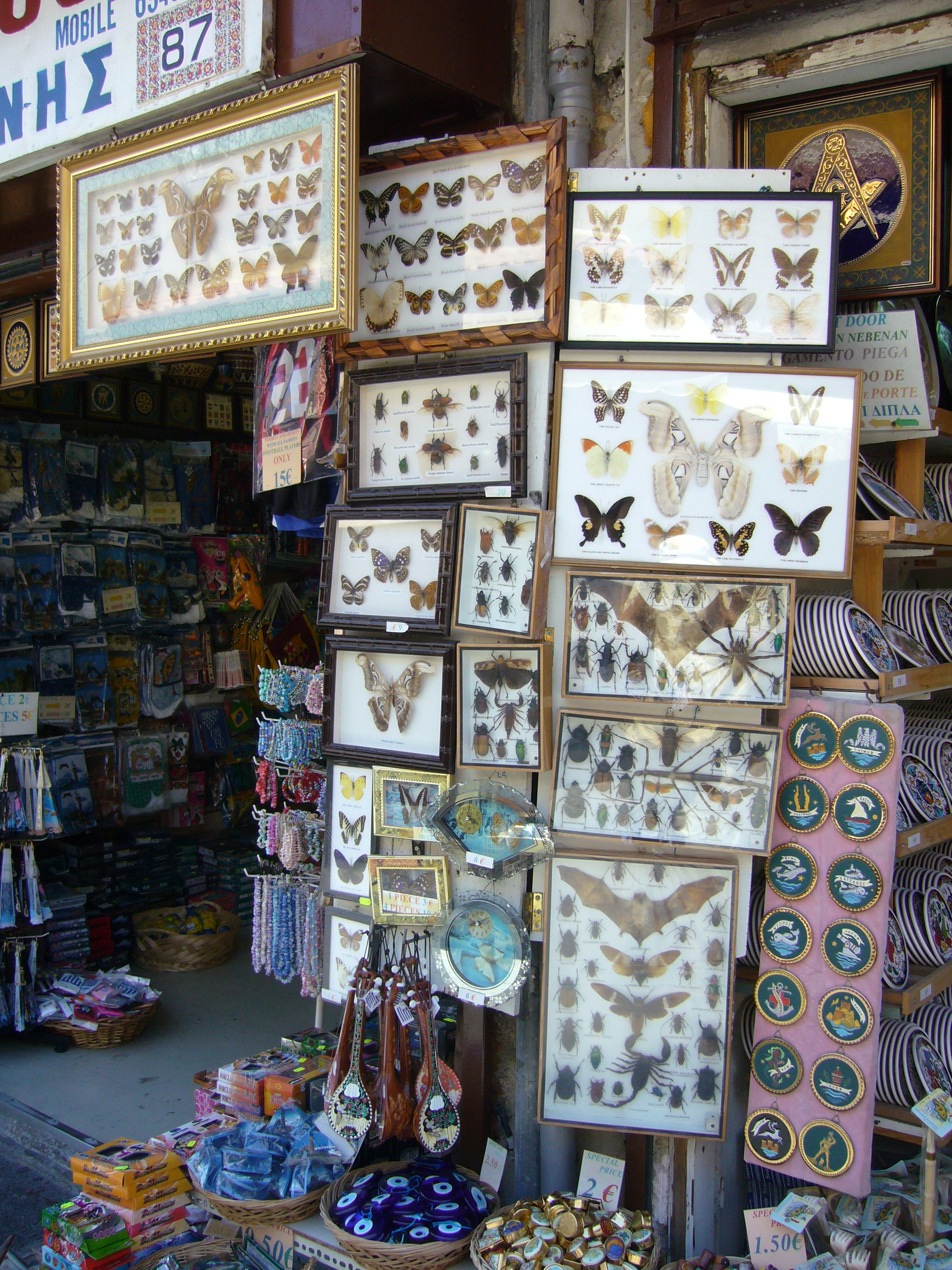
Продаж метеликів, молі, жуків, кажанів, павуків імператора-скорпіонів та тарантулів на Родосі, Греція

Торгівля дикою природою означає торгівлю продуктами, які отримують від неприручених тварин або рослин, як правило, витягнутих із природного середовища або вирощених у контрольованих умовах. Він може включати торгівлю живими чи мертвими особами, тканинами, такими як шкури, кістки чи м'ясо, або іншими продуктами.

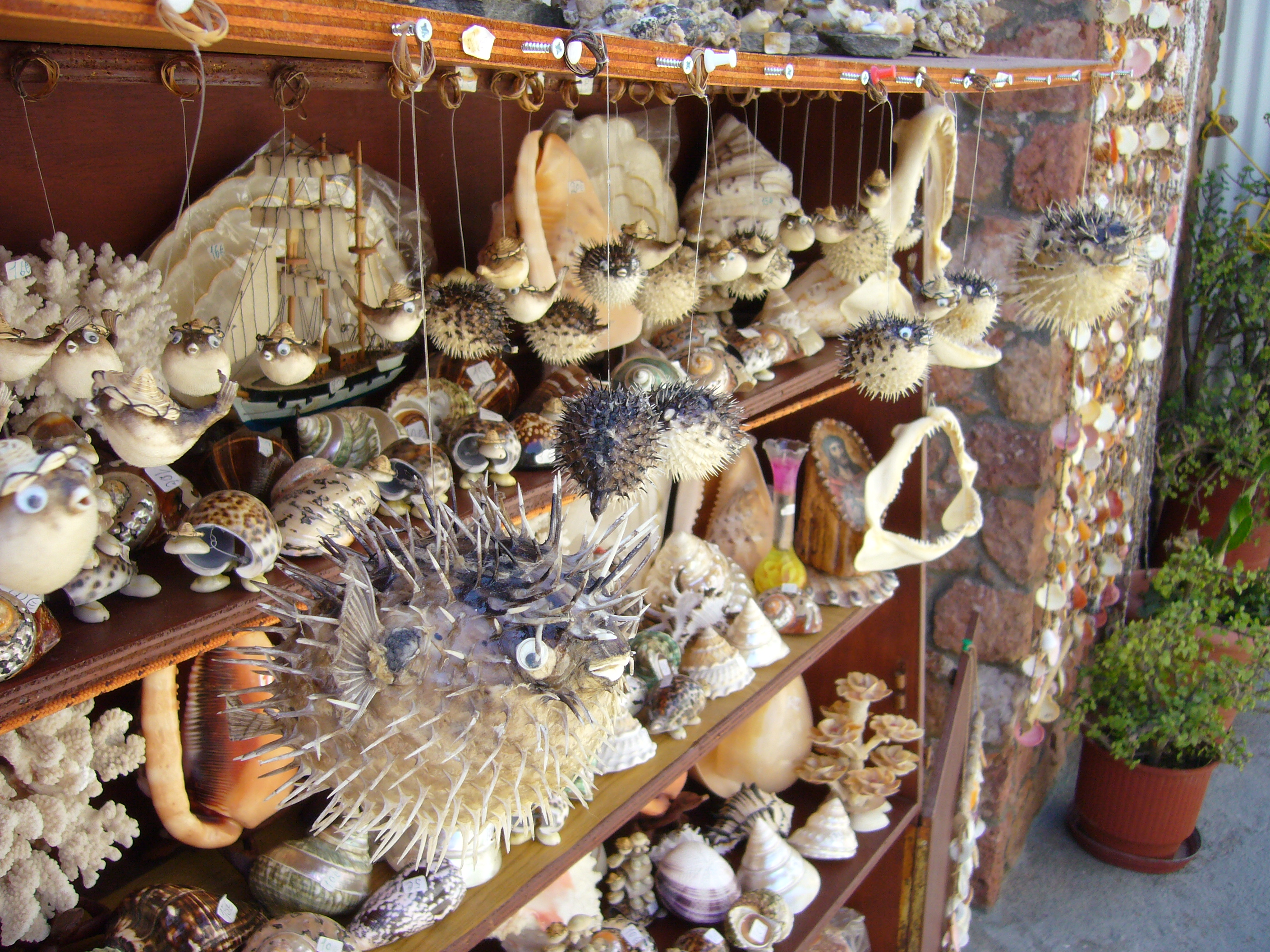
В Греції продаються морські черепашки, корали, щелепи акули та сушена мушка

Легальна торгівля дикими тваринами регулюється Конвенцією Організації Об'єднаних Націй про міжнародну торгівлю дикими фаунами та флорою (CITES), яка наразі включає 183 країни-члени, що називаються Сторонами.
Незаконна торгівля дикою природою широко розповсюджена і є однією з основних нелегальних видів економічної діяльності, яка прирівнюється до обігу наркотиків та зброї. Торгівля дикою природою є серйозною проблемою, негативно впливає на життєздатність багатьох популяцій дикої природи та є однією з основних загроз виживанню видів хребетних.
Наслідками незаконної торгівлі живою природою є поширення нових інфекційних захворювань та вірусів.

## Термінологія
Використання дикої природи є загальним терміном для всіх видів використання продуктів дикої природи, включаючи ритуальні чи релігійні потреби, споживання кущового м’яса та різні форми торгівлі. Знищення дикої природи зазвичай пов'язане з полюванням або браконьєрством .
Торгівля дикою природою може бути диференційована в легальній та нелегальній торгівлі, і обидві можуть мати внутрішній (місцевий чи національний) чи міжнародний ринки, часто вони можуть бути пов'язані між собою.

## Неефективний моніторинг міжнародної торгівлі дикими тваринами
Обсяг міжнародної торгівлі товарами дикої природи величезний і продовжує зростати. Відповідно до аналізу митної статистики Гармонізованої системи за 2012 рік, світовий імпорт продукції дикої природи становив 187 млрд. дол. США, з яких на рибні товари припадало 113 млрд. дол.; рослин та лісової продукції на $ 71 млрд; непромислова тварина на 3 мільярди доларів, включаючи живих тварин, їх частини.
Однак глобальну торгівлю товарами дикої природи неефективно відстежують та обліковують через обмеження системи кодексу HS, яку застосовують митниці у всьому світі. Більшість міжнародних імпортів дикої природи реєструється лише у таких загальних категоріях, як рослинні чи тваринні продукти без інших важливих деталей (це схоже на імпорт металів без запису їх ідентичності елементів, наприклад, мідь чи залізо). За оцінками, близько 50% світового імпорту рослин та 70% продуктів тваринного походження імпортується як загальна категорія, за винятком рибного господарства (приблизно 5%) завдяки різним багатостороннім угодам щодо управління рибним господарством, що вимагає конкретного вилову рибного улову звітність. Багато юрисдикцій покладаються на задекларований Кодекс ГС щодо партій для виявлення та переслідування незаконного ввезення дикої природи. Відсутність специфіки коду HS виключає ефективний моніторинг та відстеження глобальної торгівлі дикими тваринами. Зростає заклик до реформи Гармонізованої системи для посилення моніторингу та забезпечення глобальної торгівлі дикими тваринами.

## Причини для занепокоєння
Різні форми торгівлі та використання дикої природи (утилізація, полювання, захоплення, збирання чи надмірне використання) є другою основною загрозою для схильних ссавців, і вона також входить до перших десяти загроз птахам, земноводним та цикадам.
Торгівля дикою природою загрожує місцевій екосистемі та створює додатковий тиск на всі види, коли вони стикаються з загрозами, такими як надмірний вилов риби, забруднення, днопоглиблення, вирубка лісів та інші форми знищення середовища проживання . Дикою природою торгують живими чи мертвими.
У харчовому ланцюжку види, що знаходяться вище на сходах, забезпечують, щоб види, що знаходяться під ними, не стали надто рясними (отже, контроль за популяцією тих, хто під ними). Тварини, що знаходяться нижче на сходах, часто не хижі (але натомість травоїдні ) і контролюють чисельність видів рослин у регіоні. Через дуже велику кількість видів, які вивозяться з екосистеми, немислимо, що виникнуть екологічні проблеми, як, наприклад, перелов риби, що спричиняє велику кількість медуз .
Ринки дикої природи в Китаї також були причетні до спалаху SARS 2002 року та пандемії COVID-19 . Вважається, що ринкове середовище забезпечило оптимальні умови для коронавірусів зоонотичного походження, що спричинило мутацію обох спалахів та згодом розповсюдження людей.

## Частота виживання видів під час транспортування
У деяких випадках; наприклад, продаж хамелеонів з Мадагаскару, організми транспортуються на човні або повітрям споживачам. Виживаність цих вкрай низька (лише 1% виживання). Це, безсумнівно, спричинено незаконним характером; продавці, скоріше, не ризикують виявити хамелеонів, і тому не перевозять їх просто. Через дуже низький рівень виживання, це також означає, що набагато більшу кількість організмів (в даному випадку хамелеони) вивозять з екосистеми, щоб компенсувати втрати.

## Наслідки для корінних народів
У багатьох випадках племінні люди стали жертвами опадів від браконьєрства. Зі збільшенням попиту на нелегальну торгівлю дикими тваринами племінні люди часто є прямими жертвами вжитих заходів щодо захисту дикої природи. Часто покладаючись на полювання на їжу, їм заважають це робити і часто незаконно виселяються зі своїх земель після створення природних заповідників, спрямованих на захист тварин. Племінних людей часто неправдиво звинувачують у сприянні занепаду видів - наприклад, в Індії вони несуть на собі тягар заходів проти тигрового браконьєрства незважаючи на головну причину краху популяції тигра в 20 столітті завдяки полюванню європейськими колоністами та індійськими елітами. Насправді, всупереч поширеній думці, є вагомі докази, які свідчать про те, що вони ефективно регулюють та управляють популяціями тварин.

## Незаконна торгівля дикою природою

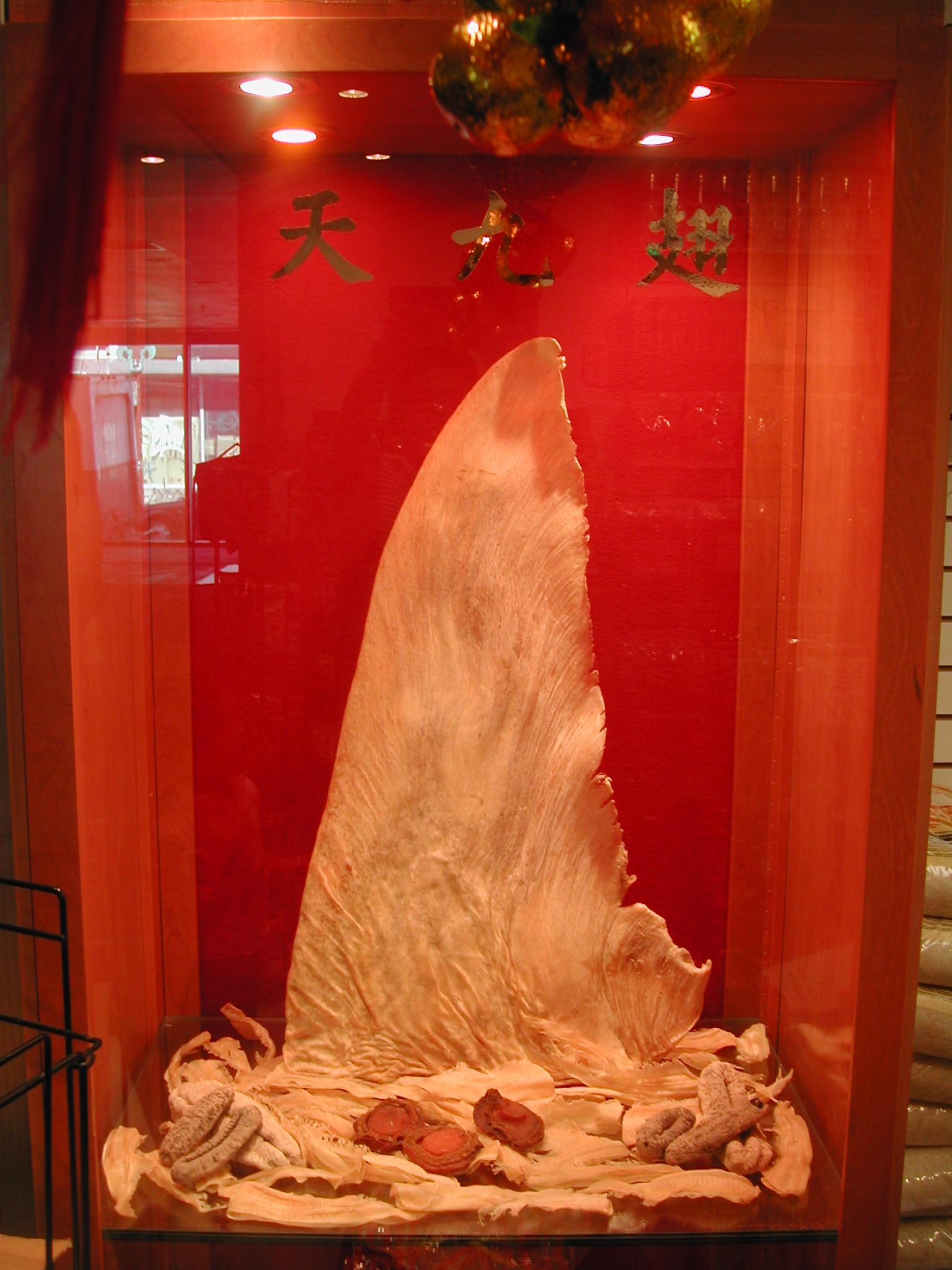
Акулячий плавник на продаж у Гонконгу

Інтерпол оцінив масштаби нелегальної торгівлі дикою природою між 10 та 20 мільярдами доларів на рік. Хоча торгівля є глобальною, маршрути поширюються на кожен континент, природоохоронці кажуть, що проблема є найбільш гострою у Південно-Східній Азії . Там торгівельні зв'язки з ключовими ринками Китаю, США та Європейського Союзу; слабке правозастосування; слабкий прикордонний контроль; сприйняття високого прибутку та низького ризику сприяють масштабному торгівлі дикою природою. Мережа забезпечення протидії природокористуванню ASEAN (ASEAN-WEN) Мережа з протидії природокористуванню ASEAN, яка підтримується Агентством США з міжнародного розвитку та зовнішніми фінансувачами, є одним із відповідей на нелегальні мережі торгівлі дикою природою в регіоні.

### Азії
Помітні торгові центри торгівлі дикими тваринами включають аеропорт Суварнабхумі в Бангкоку, який пропонує контрабандистам прямі реактивні послуги до Європи, Близького Сходу, Північної Америки та Африки. Ринок вихідних на Чатучак у Бангкоку - відомий центр незаконної торгівлі дикими тваринами, а продаж ящірок, приматів та інших видів, що перебувають під загрозою зникнення, широко зафіксований. Торгові шляхи, що з'єднують Південно-Східну Азію, пов'язують Мадагаскар із США (для продажу черепах, лемурів та інших приматів), Камбоджу до Японії (для продажу повільних лорисів як домашніх тварин) та продаж багатьох видів до Китаю.
Незважаючи на міжнародні та місцеві закони, розроблені з метою боротьби з торгівлею, живі тварини та частини тварин - часто ті, що перебувають під загрозою зникнення або видів, що перебувають під загрозою зникнення - продаються на ринках під відкритим небом по всій Азії. Тварини, які беруть участь у торгівлі, закінчуються як трофеї, або в спеціалізованих ресторанах. Деякі використовуються в традиційній китайській медицині (ТКМ). Незважаючи на назву, елементи ТКМ широко прийняті по всій Східній та Південно-Східній Азії, як серед китайських, так і некитайських громад.
Торгівля також включає попит на екзотичних домашніх тварин, особливо птахів , та споживання дикої природи на м'ясо. Великі обсяги прісноводних черепах і черепах, змій, панголінів і моніторних ящірок споживаються як м'ясо в Азії, в тому числі в спеціалізованих ресторанах, де дикі тварини є їдальнями для гурманів.
Що стосується торгівлі екзотичними домашніми тваринами, дикі тварини, що перебувають у полоні, утримуються в заказниках, які беруть участь у незаконній торгівлі дикими тваринами. У Таїланді храм Тигра був закритий у 2016 році через звинувачення у підпільному обміні тигрів.

### Африка
Багато африканських видів торгують як в країні походження, так і на міжнародному рівні. Харизматична мега-фауна - один з видів, що часто продаються на африканському континенті, включаючи африканських слонів, панголін, носорогів, леопардів та левів . Інші тварини, такі як грифи, відіграють певну роль у торгівлі як на внутрішній, так і на міжнародному рівні.
Марокко був визначений як транзитна країна для дикої природи, яка переміщується з Африки в Європу через пористі кордони з Іспанією. Дика природа присутня на ринках як фотореквізит, продається для прикраси, використовується в лікарських практиках, продається як домашні тварини і використовується для прикраси магазинів. На ринках продається велика кількість рептилій, особливо черепахоподібних черепах. Хоча леопардів, швидше за все, було вивезено з Марокко, їх шкуру регулярно можна відкрито продавати як лікарські засоби або прикраси на ринках.

### Південна Америка
Хоча обсяг торгівлі тваринами може бути більшим у Південно-Східній Азії, торгівля тваринами в Латинській Америці також широко поширена.
На ринках Амазонії під відкритим небом в Ікітосі та Манаусі різноманітні тварини дощових лісів відкрито продаються як м'ясо, такі як агутиси, пекарії, черепахи, яйця черепах, вигул сома тощо. Крім того, багато видів продаються як домашні тварини. Утримання папуг і мавп як домашніх тварин у селах вздовж Амазонки є звичайною справою. Але продаж цих «компаньйонів» тварин на відкритих ринках є бурхливим. Захоплення дитини тамаринами, мармосетами, мавпами-павуками, мавпами сакі тощо, щоб продати їх, часто вимагає відстрілювати матір-примаду з верхівки дерева, що чіпляється за неї; молодняк може або не переживе падіння. Зі збільшенням людської популяції подібна практика має серйозний вплив на майбутні перспективи багатьох видів, що загрожують небезпеці. США - популярне місце для тварин амазонських дощових лісів. Їх контрабандують через кордони так само, як і нелегальні наркотики - у багажниках автомобілів, у валізах, у ящиках, замаскованих як щось інше.
У Венесуелі понад 400 видів тварин беруть участь в натуральному полюванні, внутрішній та міжнародній (незаконній) торгівлі. Ці заходи широко поширені і можуть перетинатися у багатьох регіонах, хоча вони керуються різними ринками та спрямовані на різні види.

### Інтернет
Через ринки глибокої вебсторінки (захищені паролем, зашифровані) та темної вебсторінки (спеціальні веббраузери) учасники можуть торгувати та здійснювати операції з незаконними речовинами, включаючи дику природу. Однак обсяг активності все ще незначний порівняно з кількістю на відкритій або поверхневій павутині. Як зазначено в експертизі ключових слів пошукової системи, що стосуються торгівлі дикими тваринами, у статті, опублікованій Conservation Biology, "Цей незначний рівень активності пов'язаний з незаконною торгівлею дикою природою в темній павутині відносно відкритої та зростаючої торгівлі на поверхневій мережі може вказувати на відсутність успішного правозастосування проти незаконної торгівлі дикою природою в поверхневій мережі ".
Дослідження, проведене Міжнародним фондом добробуту тварин (Ifaw) у 2018 році, показало, що онлайн-продажі зникаючих тварин (у списку глобальної Конвенції про міжнародну торгівлю зникаючими видами ) були поширеними по всій Європі. Слонова кістка становила майже 20 відсотків пропонованих предметів.

## Організації, які займаються незаконною торгівлею дикими тваринами
- Мережа захисту прав дикої природи ASEAN
- Міжнародний фонд захисту тварин
- Міжнародний союз охорони природи (IUCN)
- Кларк Р. Бавін, Національна криміналістична лабораторія з питань риби та дикої природи
- Фонд FREELAND
- Мережа захисту прав дикої природи Південної Азії (SAWEN)
- Мережа виживання видів
- TRAFFIC - мережа моніторингу торгівлі тваринами
- Альянс дикої природи
- Об'єднані для дикої природи
- Програма ООН з навколишнього середовища
- Всесвітній фонд природи та природи

## Легальна торгівля дикою природою

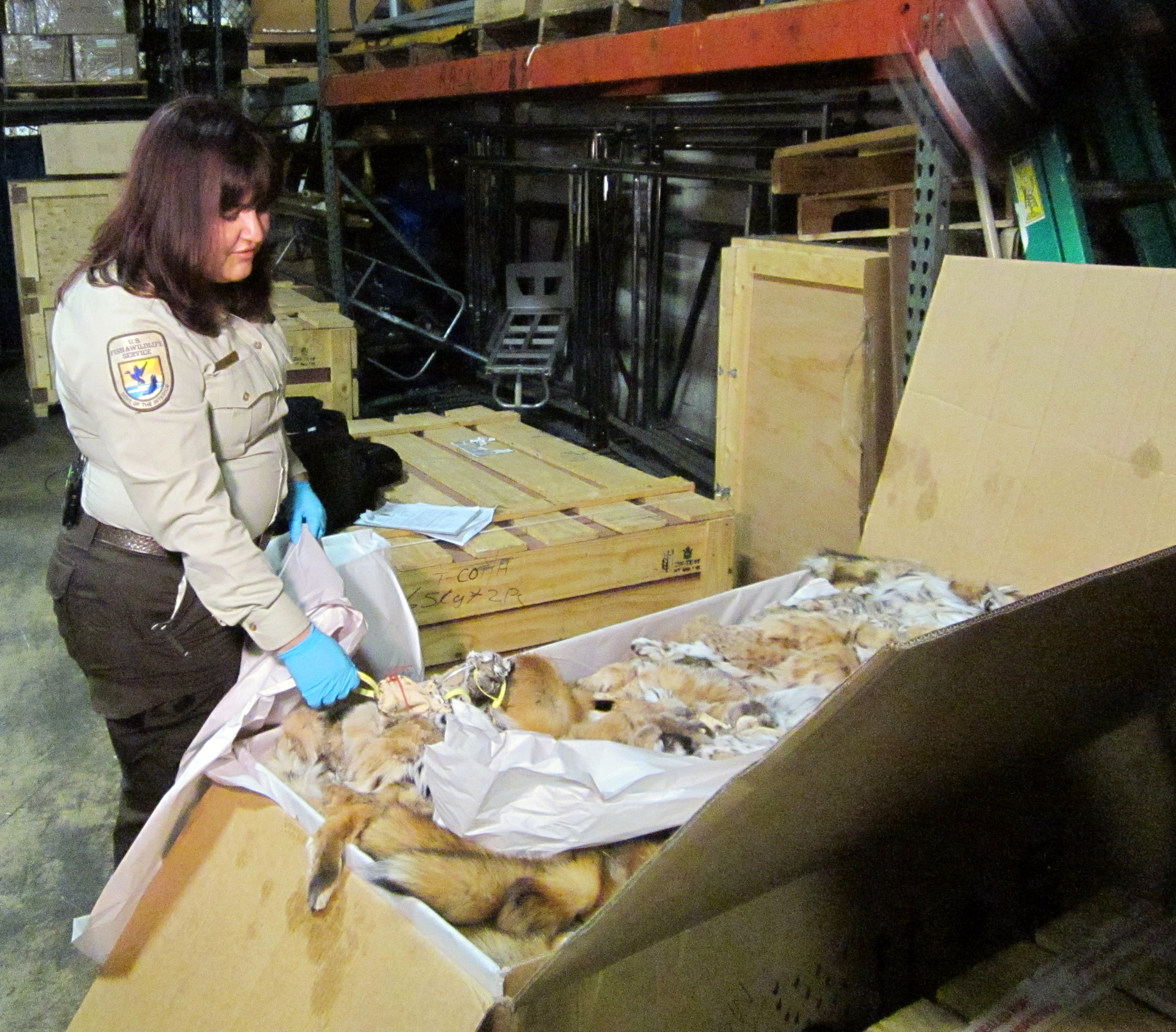
Легальна відвантаження шкірок дикої природи, форма легальної торгівлі дикими тваринами

Легальна торгівля дикою природою траплялася для багатьох видів з ряду причин, включаючи комерційну торгівлю, торгівлю домашніми тваринами, а також спроби збереження. Хоча більшість прикладів легальної торгівлі дикою природою є наслідком великої чисельності населення чи шкідників, існує потенціал використання легальної торгівлі для зменшення незаконної торгівлі, яка загрожує багатьом видам. Легалізація торгівлі видами може забезпечити більш регламентований збір тварин та запобігти незаконному переробленню.
Багато природоохоронців, учених та зоологів у всьому світі переважно проти легалізації торгівлі домашніми тваринами інвазивними або інтродукованими видами, оскільки їх вивільнення в дику природу, навмисне чи ні, могло б конкурувати з корінними видами, може призвести до її загрози.

### Приклади успішної торгівлі дикою природою

#### Австралія

##### Крокодили
Торгівля крокодилами в Австралії досягла успіху. Морські крокодили ( Crocodylus porosus ) та прісноводні крокодили ( Crocodylus johnstoni ) перераховані у Додатку II до CITES . Комерційний збір цих крокодилів відбувається в Північній території, Квінсленді та Західній Австралії, включаючи збирання з диких популяцій, а також затверджених програм розведення в неволі на основі квот, встановлених австралійським урядом.

##### Кенгуру
Кенгуру зараз законно збирають для комерційної торгівлі та експорту в Австралію. У торгівлю включено декілька видів, зокрема:
- Червоний кенгуру ( Macropus rufus )
- Східно-сірий кенгуру ( M. giganteus )
- Кенгуру західного сірого ( M.fuliginosus )
- Валларо звичайний ( M. robustus )

Збирання кенгуру для легальної торгівлі не відбувається в національних парках і визначається квотами, встановленими державними урядовими відомствами. Активне управління кенгуру придбало комерційну цінність у торгівлі кенгуру м'ясом, шкурами та іншими продуктами.

#### Північна Америка

##### Алігатор
Алігатори комерційно торгуються у Флориді та інших американських штатах як частина програми управління. Використання легальної торгівлі та квот дозволило управління видом, а також економічний стимул для підтримки середовища існування з більшими екологічними вигодами.

### Узаконення торгівлі вимираючими видами
15-а конференція Сторін CITES відбулася в Дорі, Катар у березні 2010 року.
Відповідно до Конвенції про міжнародну торгівлю видовими видами ( CITES ) видам, переліченим у Додатку I, загрожує вимирання, а комерційна торгівля дикорослими екземплярами або продуктами, отриманими з них, заборонена. Це правило стосується всіх видів, яким загрожує вимирання, за винятком виняткових обставин. Комерційна торгівля зникаючих видів, перелічених у Додатках II та III, не забороняється, хоча Сторони повинні надати висновок про несприятливі збитки, щоб засвідчити, що види в дикій природі не підлягають невиробничому виготовленню з метою торгівлі. Зразки видів Додатку I, які були розведені в неволі для комерційних цілей, розглядаються як додаток II. Прикладом цього є крокодили, що виводяться у неволі, з деякими дикими популяціями, переліченими у Додатку I, а інші - у Додатку II.

## Добробут у торгівлі дикими тваринами
Багато тварин утримуються місяцями на ринках, очікуючи їх продажу. Добробут тварин у торгівлі майже повсюдно поганий, оскільки переважна більшість тварин не отримує навіть найпростішої свободи від болю, голоду, лиха, дискомфорту та мало можливостей виразити нормальну поведінку.